# Necaxaltépetl
Necaxaltépetl är en ort i Mexiko.   Den ligger i kommunen Juan Galindo och delstaten Puebla, i den sydöstra delen av landet, 150 km nordost om huvudstaden Mexico City. Necaxaltépetl ligger 1 561 meter över havet och antalet invånare är 884.
Terrängen runt Necaxaltépetl är kuperad åt sydost, men åt nordväst är den bergig. Necaxaltépetl ligger uppe på en höjd. Runt Necaxaltépetl är det ganska tätbefolkat, med 192 invånare per kvadratkilometer. Närmaste större samhälle är Huauchinango, 9,1 km sydväst om Necaxaltépetl. I omgivningarna runt Necaxaltépetl växer i huvudsak blandskog.